# Amjed Tanutoun
Amjed Omar Eshtewey Tanutoun, znany także jako Amjed Omar (arab. امجد عمر; ur. 21 listopada 1981 r. w Libii) – libijski kulturysta.

## Życiorys
Urodzony w Libii, mieszka w Kairze, stolicy Egiptu. Ma brata, Emada Omara Tanutouna, a także dwie siostry, z których jedna to piosenkarka Seham Omar. Studiował na wydziale wychowania fizycznego na Uniwersytecie Kairskim.
Uzyskał tytuł mistrza Libii w kulturystyce. W listopadzie 2014 roku startował w 68. Mistrzostwach Świata w kulturystyce, organizowanych przez federację IFBB w Brazylii. W 2018 zdobył złoty medal podczas zawodów IFBB Kuwait Classic. Jest zawodnikiem wagi ciężkiej; masa jego ciała wynosi około sto kilogramów. Ma sto siedemdziesiąt dziewięć centymetrów wzrostu.
Był uczestnikiem popularnego talent show o tematyce sportowej, Sportholics (także The Show: Sportholics of the World). Występował w odcinkach pierwszego sezonu programu. Pracuje jako trener personalny na prestiżowej siłowni Gold’s Gym.